# Belgische Marine
Die Marinekomponente ist die Seestreitmacht der Streitkräfte des  Königreichs Belgien.

## Zusammenarbeit mit anderen Marinen
Die belgische Marine arbeitet traditionell eng mit der niederländischen Marine zusammen. 1965 gründeten die beiden Marinen die Minenschule EGUERMIN, in der im Rahmen des MOST-Programms weitere NATO-Marinen im Bereich der Minenabwehr ausgebildet werden und die von der NATO seit 2006 als COE geführt wird.
1975 vereinbarten die Niederlande und Belgien die Errichtung eines gemeinsamen Marineoberkommandos, die jedoch erst 1996 mit der Schaffung des Admirals Benelux vollzogen wurde.

## Stützpunkte
Die belgische Marine unterhält Stützpunkte in Zeebrügge, Ostende und Antwerpen. 
Bis 1960 unterhielt die belgische Marine einen Stützpunkt im westafrikanischen Banana.
Die Marineflieger in Koksijde unterstehen der Luftwaffe.

## Schiffe
Zur Erfüllung ihrer Aufgaben verfügt die belgische Marine über folgende Schiffe:

### Fregatten
| Schiffsklasse | Herkunft    | Foto | Anzahl | Schiffe                   | Schiffe   | Verdrängung | Anmerkungen                                               |
| Schiffsklasse | Herkunft    | Foto | Anzahl | Name                      | Kennung   | Verdrängung | Anmerkungen                                               |
| ------------- | ----------- | ---- | ------ | ------------------------- | --------- | ----------- | --------------------------------------------------------- |
| Karel-Doorman | Niederlande |      | 2      | Leopold I. Louise - Marie | F930 F931 | 3320 t      | ehemalige Einheiten der Königlich Niederländischen Marine |

### Patrouillenboote
| Schiffsklasse | Herkunft   | Foto | Anzahl | Schiffe       | Schiffe   | Verdrängung | Anmerkungen |
| Schiffsklasse | Herkunft   | Foto | Anzahl | Name          | Kennung   | Verdrängung | Anmerkungen |
| ------------- | ---------- | ---- | ------ | ------------- | --------- | ----------- | ----------- |
| Castor        | Frankreich |      | 2      | Castor Pollux | P901 P902 | 455 t       |             |

### Minenabwehrfahrzeuge
| Schiffsklasse | Herkunft | Foto | Anzahl | Schiffe                             | Schiffe                  | Verdrängung | Anmerkungen |
| Schiffsklasse | Herkunft | Foto | Anzahl | Name                                | Kennung                  | Verdrängung | Anmerkungen |
| ------------- | -------- | ---- | ------ | ----------------------------------- | ------------------------ | ----------- | ----------- |
| Tripartite    | Belgien  |      | 5      | Aster Bellis Crocus Lobelia Primula | M915 M916 M917 M921 M924 | 536 t       |             |

- 1 Segelschulschiff (A958 Zenobe Gramme)
- 1 Unterstützungsschiff
- 2 Küstenschlepper
- 3 Hafenschlepper